# Pískovcové lezení

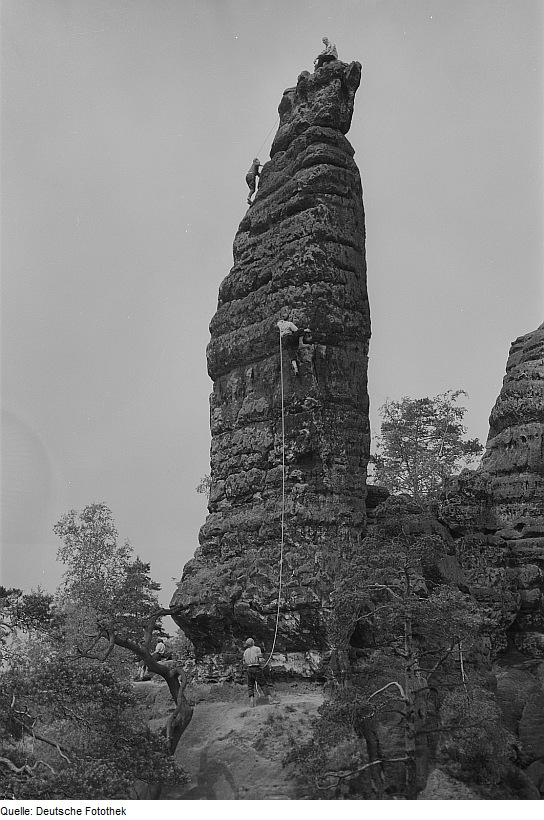
Lezci na pískovcové věži v 60. letech 20. století (Schrammsteine, Saské Švýcarsko)

Pískovcové lezení je specifický druh pohybu na skalních útvarech pískovcového typu.
Lezení na pískovci je specifické způsobem výstupů, který je odlišný od lezení na jiných typech hornin, a způsobem jištění spoléhajícím velkou měrou na zakládání vlastních jistících pomůcek, zejména textilních smyček. Typickým znakem je také nízký počet trvale osazeného fixního jištění (kruhů) a redukovaná možnost doplnění jištění dočasného, což zvyšuje psychickou náročnost a rizikovost výstupu.
Jde o sportovní aktivitu, jejíž kořeny na území České republiky sahají až do 19. století, kdy byly učiněny první výstupy saskými lezci na Děčínsku. Roku 1888 byla vylezena skalní věž Pevnost (Beckstein) a Lovecká trubka. Do konce 19. století bylo vylezeno na další dominantní věže v Českosaském Švýcarsku jak Němci ze Saska tak i místními děčínskými lezci. Sasové také lezecky objevili pískovcová skalní města na Broumovsku. Od roku 1923 působili v Adršpašsko-teplických skalách, kde vylezli na Krále a další významné věže. Tyto průkopnické výstupy byly inspirací pro místní Němce a později i Čechy. Od těchto lezeckých počátků přetrvala (s mnohými změnami a lokálními specifiky) do dnešních dnů stupnice obtížnosti, hodnotící náročnost výstupu a pravidla pískovcového lezení, postupně ustavená na konci 19. století.

## Historie
První doloženou lezeckou aktivitou jsou výstupy saského klubu K. V. Lössnitz v Adršpachu, kdy byly vylezeny skalní věže Král, Cimbuří, Saská hlava, Martinská koruna a Orel. Saští lezci, okouzleni krásami Adršpašských skal, podnikli v následujících letech výstupy na nejvýraznější masívy i menší skály. V meziválečném období se objevují i první čeští lezci (např. Kletter Klub Einheimischen) z Police nad Metují a Teplic, navštěvující Adršpašsko-teplické skály i Ostaš, který se stal oblíbený hlavně mezi polickými lezci i proto, že jako jediný po roce 1938 zůstal český.
V poválečných letech je podnikáno velké množství prvovýstupů českými i saskými lezci, vzniká zde určitá rivalita ve vylezených cestách. Největší rozvoj pískovcového lezení přišel v 60. a 70. letech 20. st. Výborní čeští (i němečtí) lezci slézají velké množství věží a posunují nahoru obtížnost cest. V 90. letech přichází k pískovcovému lezení, i lezení obecně, široká veřejnost, což je dáno také výrazným pokrokem v oblasti lezeckého vybavení.
Významnými středisky pískovcového lezení byly díky blízkosti Saska severočeské oblasti kolem Děčína a Ústí nad Labem – Údolí Labe, Český Ráj – Hruboskalsko a Prachovské skály, později k nim přibyly unikátní oblasti ve Východních Čechách. Historií pískovcového lezení ve východočeských oblastech, zejména Adršpachu a Teplic, se široce zabývá kniha Pískaři od Bohumila Sýkory, která rozebírá i přínosy jednotlivých lezců. Mezi největší průkopníky pískovcového lezení na Broumovsku patří Jaroslav Krecbach, Karel Hauschke, Stanislav Lukavský, Petr Mocek, Tomáš Čada, Karel Šimek a další. Nejpilnějším prvovýstupcem na pískovcových skalách všeobecně je však severočeský lezec Karel Bělina, který stačil do současnosti vytvořit nejméně 3565 cest – tolik jich je evidováno v databázi Českého horolezeckého svazu (a zcela jistě tam nejsou všechny). Mezi současné aktivní prvovýstupce patří Luboš Mázl, Tomáš Sobotka, Ondřej Beneš, Pavel Hrubý, Jiří Koutský, Petr Slanina, Miroslav Mach, Jiří Šrůtek a další. Nejtěžším pískovcovým výstupem na území ČR je cesta To tu ještě nebylo XIIb na masiv Malý ďábel v severočeském Dolním Žlebu od Adama Ondry a Ondřeje Beneše.

## Pravidla pískovcového lezení

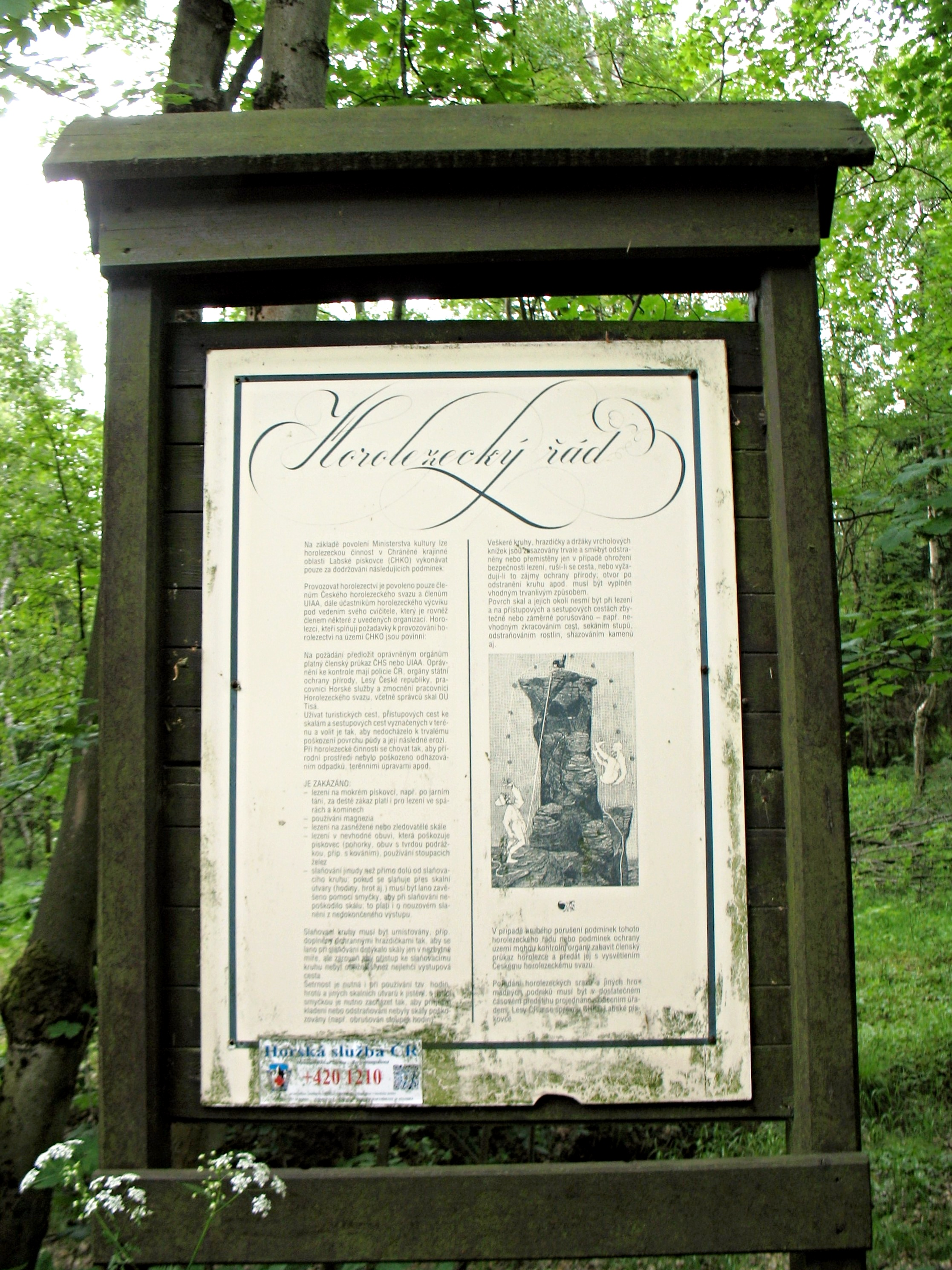
Pravidla pískovcového lezení v oblasti Rájce, obec Tisá

Český horolezecký svaz uvádí závazná pravidla pískovcového lezení na svých internetových stránkách. Pravidla se dotýkají následujících témat:
- Ochrana přírody – horolezec respektuje ve zvláště chráněných územích podmínky dané orgány ochrany přírody a žádným způsobem nesmí při své činnosti poškozovat skálu
- Fixní jištění – je zakázáno nesprávnou manipulací opotřebovávat fixní jištění, přidávat fixní jištění lze pouze po dohodě s Oblastní vrcholovou komisí (OVK)
- Pravidla sportovního lezení – vlastní jištění nesmí poškozovat skálu, nejsou tedy povoleny železné pomůcky (vklíněnce, friendy...), užití chemických vysoušecích látek je v rozporu s tradicí, zvláště pak u cest lehčích obtížnostnímu stupni IXa, postup stavěním je obecně povolen, viz dále
- Prvovýstupy – prvovýstupy lze provádět pouze po dohodě s OVK a v souladu s pravidly pískovcového lezení. V některých oblastech je nutný předchozí souhlas ochrany přírody.

Výše uvedená „pravidla“ jsou pouze výňatkem a interpretací dokumentu „Pravidla lezení v pískovcových skalních oblastech v Čechách“ vydaného Českým horolezeckým svazem 26. 1. 2013.
V komunitě pískovcových lezců jsou ústně předávána i tradiční pravidla pískovcového lezení, která jsou do velké míry shodná s pravidly deklarovanými ČHS, jsou však nejednotná. Na téma tradice pískovcového lezení se dlouhodobě vedou mezi lezci diskuze o přístupu k jednotlivých tématům.
Tato pravidla vychází z tradic a dobových podmínek saských lezců a jejich následovníků. S těmito pravidly se v současné době době dostává do konfliktu praxe aktivních lezců.

## Česká pískovcová stupnice obtížnosti
Česká stupnice obtížnosti byla používána ve škále I – VII. V padesátých letech došlo k rozšíření sedmého stupně o užití písmena (VIIa, VIIb, VIIc). Posun lezeckých výkonů nakonec lezeckou veřejnost přiměl k otevření horní hranice a stupnice se stala shodnou se stupnicí Saskou. 

## Typy terénu
Pískovcové útvary mají charakteristický tvar i erozí vzniklé nerovnosti. Nejčastějším útvarem je pískovcová věž, hojně se však objevují i masivy. Oblast s velkým množstvím věží se nazývá skalní město. Z hlediska pískovcového lezení se rozlišuje velké množství nerovností a útvarů, které napomáhají lezci při výstupu a často vyžadují speciální techniku přelezu.
Lezecký terén se dá obecně rozlišit na několik základních typů.
Stěna je rovná plocha s různě velkými chyty a stupy. Od malých dírek pro jeden prst, přes běžné chyty až po madla (velké chyty), kapsy a kyzy (výstupek rozdílné tvrdosti či složení vystupující z obvyklého charakteru skály v důsledku eroze). 
Plotnou se označuje nečlenitá stěna s minimem chytů.
Rajbas (od německého reiben – třít) je nakloněná rovina převážně bez chytů. Zde je pro úspěšný přelez klíčové kvalitní tření lezeček. V případě pádu hrozí odření lezce.
Komín je prostor mezi dvěma skalami. Leze se na rozpor paží a nohou.
Spára je velmi rozšířený útvar pískovcových skal na území Česka. Jde o souvislou puklinu ve skále do níž se pro zajištění lezcova pohybu příčí (dle šíře pukliny) končetiny. 
Širočina je rozměr pukliny na rozhraní spáry a komínu. Překonává se buď kroutivými pohyby těla zaklíněného v širočině, nebo paží, využívaje rozporu vzpříčeného loktu a zápěstí. 

## Jištění
Jištění na pískovcových skalách je výrazně odlišné od jištění na jiných skalách. Jistí se zde výhradně pomůckami z textilu a fixními jistícími body (kruhy). Hlavním důvodem užívání textilních vyjímatelných jistících prostředků je ochrana skály před poškozením, které mohou způsobit železné jistící prostředky (vklíněnce, friendy apod.).

### Vlastní jistící pomůcky
Z důvodu zajištění cest fixním jištěním pouze na klíčových místech je často třeba dočasně zakládat vlastní jištění. Absence velkého množství fixního jištění je pravé tím, co z tradičního pískovcového lezení dělá specifickou disciplínu, kdy obtížnost cesty je dána kombinaci nejen technické obtížnosti a fyzické náročnosti, ale významnou roli hraje také mentální připravenost lezce. Jedinou přípustnou možností doplnění fixních jistících bodů při výstupu je použití textilních smyček. Používá se široká škála různých smyček dělených dle materiálu (polyetylen, aramid, polyamid...) a tvaru (ploché, kulaté, duté). Nejmodernější možností zajištění v rámci pravidel je textilní vklíněnec.
Existují tři základní způsoby zakládání jištění.
Obvázání hrotu. Hrotem je myšlen jakýkoli výstupek na skále vhodný k uvázání smyčky a doplnění fixního bodu. 
Provázání hodin. Hodiny jsou sloupkovité útvary ve skále spojené svou horní i dolní částí se skálou. Svým tvarem mohou připomínat přesýpací hodiny. 
Založení uzlu. Uzel se zaklíní v zužujícím se místě (hnízdě) tak, aby při pádu lezce rázová síla působila ve směru zúžení a uzel tak nemohl vypadnout. 
Založení textilního expanzivního vklíněnce (UFO). Jeho konstrukce umožňuje jednodušší a bezpečnější zakládání ve zužujících místech (hnízdech), navíc však umožňuje bezpečné založení i v místech pro založení uzlu nevhodných. Jeho použití bylo v Sasku i přes zjevnou shodu se stávajícími pravidly předmětem rozsáhlých jednání, až bylo definitivně po sněmu Sächsischer Bergsteigerbund (SBB) povoleno.

### Trvale osazené fixní jištění

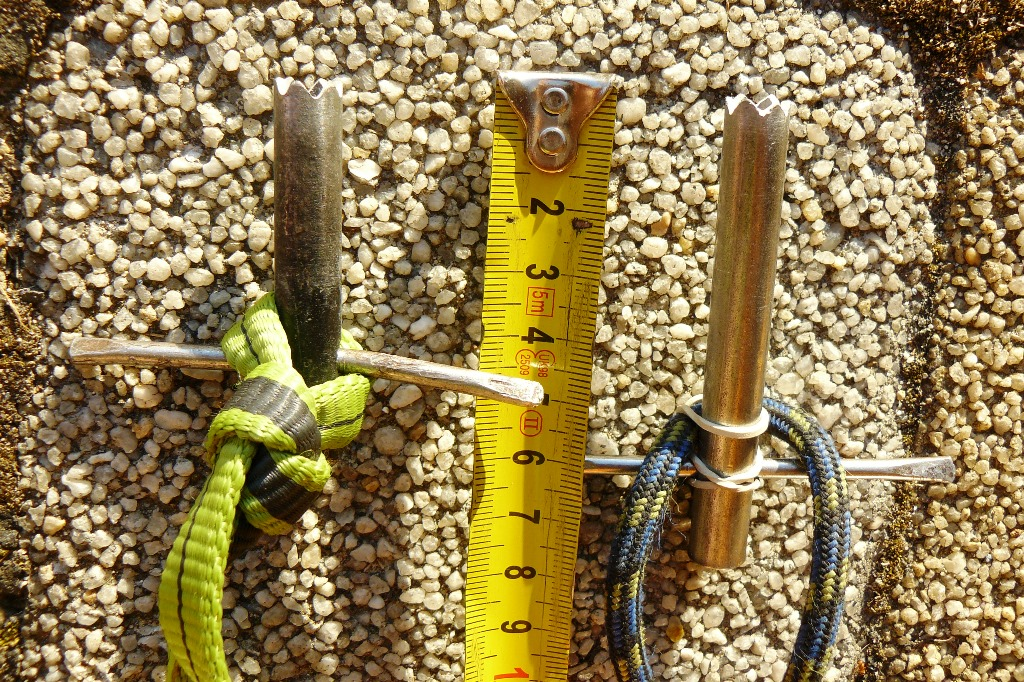
navrtáváky (bórky) používané při prvovýstupech

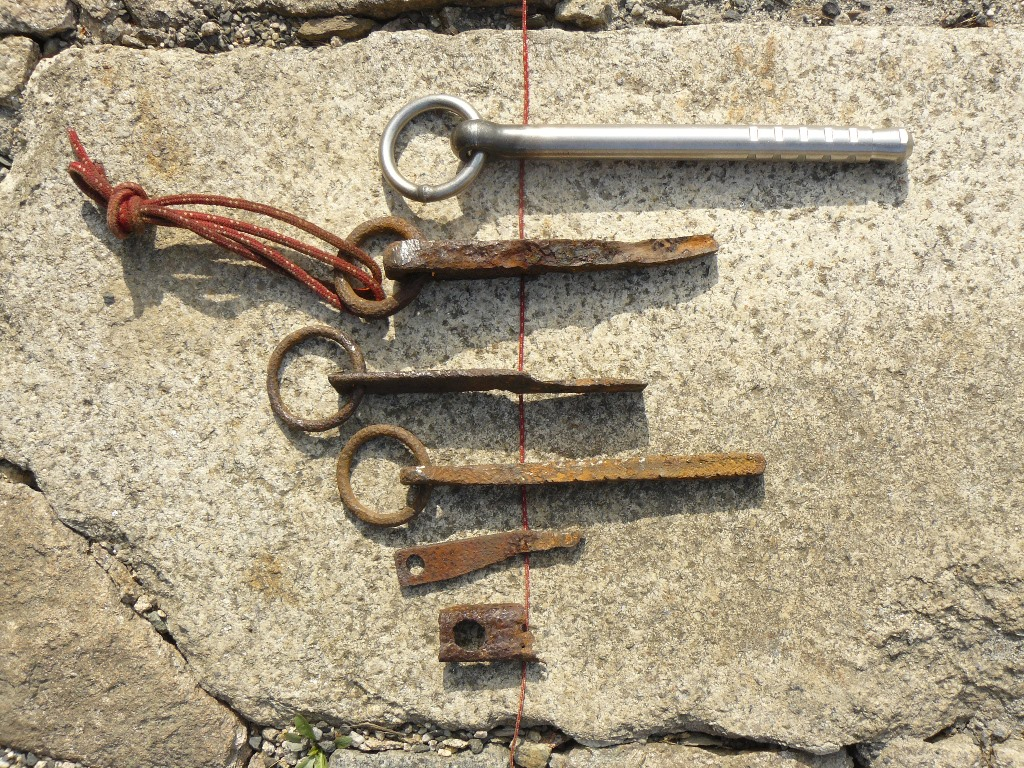
moderní nerezový kruh do měkkého pískovce a staré kruhy a skoby oslabené korozí

Na skalách je trvale osazeno fixní jištění v podobě ocelových kruhů nebo borháků (ojediněle nýtů). Dále bývá na většině věží osazen slaňovací kruh tzv. slaňák, umožňující bezpečné slanění z vrcholu za minimálního poškození skály. Počet fixních jištění je však poměrně nízký a často nezajišťuje bezpečnost po celé délce trasy. O umístění fixního jištění rozhoduje prvovýstupce a dalším lezcům není dovoleno ho svévolně měnit nebo doplňovat o další fixní kruhy (borháky).
Používání nízkého počtu kruhů má především dva historické důvody. Prvním je čistě materiální nedostatek. První saští lezci pro nedostatek prostředků, osazovali co nejmenší možný počet kruhů a maximálně využívali potenciálu vlastního jištění. Až v porevolučních letech došlo z razantnímu zlepšení dostupnosti veškerého lezeckého vybavení. 
Jelikož je osazení fixního jištění zdlouhavou, namáhavou a na prostředky náročnou činností, je v zájmu každého lezce snižovat opotřebení kruhů a slaňovacích kruhů na minimum a tím oddalovat nutnost jejich výměny. Nevhodné užívání snižuje jejich životnost. Opravy a údržbu fixního jištění zajišťuje na našem území Český horolezecký svaz prostřednictvím sítě Oblastních vrcholových komisí potažmo správců jednotlivých skalních oblastí.

## Tradiční a moderní pojetí pískovcového lezení
V lezecké komunitě dochází k ideologickým konfliktům tradičních a moderních přístupů. Konflikty se točí především kolem dvou témat: vysoušení rukou a postupových jištění.

### Magnézium
Téma problematizuje užívání ruce vysoušecích chemických pomůcek, především magnézia. Současným trendem je ustupování od tradičního striktního zákazu a v některých oblastech (především na obtížných cestách) je dokonce používání magnézia dovoleno (Křížový vrch).
Magnézium zjednodušuje výstup vysoušením potu na povrchu rukou a vytvářením ochranné vrstvy bránící zbrušování kůže. 
Důvody kontroverze jsou ideologické a estetické. Po užití magnézia zůstávají chyty obíleny. Kromě estetického aspektu jsou chyty označeny a odpadá nutnost jejich hledání. Zabarvené chyty znesnadňují přelez bez použití magnézia oproti neznečištěnému stavu.[zdroj?]
Ekologické hledisko zohledňuje pozitivní vliv zásaditosti vysoušedel na ochranu skály před kyselým potem a zpevnění matrix samotného pískovce. Fyzické poškození skály magnéziem nebylo, i přes dlouhodobé snahy odpůrců jeho použití potvrzeno a několik studií dokonce naznačuje opak.
Někteří lezci odmítají vysoušecí prostředky, protože snižuje hodnotu výstupu a pokud není po aplikování magnézium očištěno, označuje chyty dalším lezcům. Poukazují také na to, že před vynalezením a objevením magnézia pro lezení, nebylo mezi lezci magnézium používáno. 
První experimenty s používáním magnézia na českých pískovcích prováděl Jaroslav Krecbach či Petr Mocek. Od 80. let se lezecké magnézium stává běžnou součástí nejtěžších prvovýstupů a opakování a pomáhá spolu s moderní lezeckou obuví posunout pískovcové lezení na novou výkonnostní úroveň, podobně jako dříve moderní lana, smyčky a sedáky posunuly úroveň pískovcového lezení z hlediska bezpečnosti.          

### Jištění
Lezení je velmi nebezpečná činnost. Prvek nebezpečí obsažený v pískovcové tradici lezení funguje jako regulační mechanismus, odrazující nezkušené lezce od nejistých pokusů, které mohou poškodit skálu.
Z dnešního pohledu byly první lezecké výstupy prováděny s nepřijatelným jištěním a případné pády mohly skončit těžkým zraněním či dokonce smrtí. Prvolezci mnohdy prokazovali extrémní psychické i fyzické výkony podepřené jistotou ve vlastní schopnosti. Výrazný psychický aspekt je tedy neodlučitelným prvkem a výrazným charakteristickým znakem pískovcového lezení, avšak díky moderním jistícím prostředkům (lana, smyčky, sedací úvazky, lezecká obuv) silně zredukovaným.  